# مموریکس
مموریکس (انگلیسی: Memorex) شرکت سخت‌افزار آمریکایی است، که در سال ۱۹۶۱ تأسیس شد.